# Jatkonjärvi
Jatkonjärvi är en sjö i Finland. Den ligger i kommunen Suomussalmi i landskapet Kajanaland, i den nordöstra delen av landet, 600 km norr om huvudstaden Helsingfors. Jatkonjärvi ligger 238 meter över havet. Arean är 44,2 hektar och strandlinjen är 3,89 kilometer lång. Sjön  ingår i Uleälvens huvudavrinningsområde. 